# Sosnówka (województwo lubuskie)
Sosnówka – wieś w Polsce, w województwie lubuskim, w powiecie zielonogórskim, w gminie Bojadła.
Do 2023 miejscowość była przysiółkiem wsi Bełcze.
W latach 1975–1998 przysiółek położony był w województwie zielonogórskim.

## Nazwa
Nazwa wywodzi się od polskiego określenia drzewa – sosny. Heinrich Adamy zaliczył ją do grupy miejscowości, których nazwy wywodzą się "von sosna = Kiefer (pinus silvestris)". W swoim dziele o nazwach miejscowych na Śląsku wydanym w 1888 roku we Wrocławiu wymienia jako najwcześniejszą zanotowaną nazwę wsi w polskiej formie Sosnica podając jej znaczenie "Kieferwald" - "Sosnowy las". Niemcy zgermanizowali nazwę na Schosnofke w wyniku czego utraciła ona swoje pierwotne znaczenie.